# Dicroerisma psilonereiella
Dicroerisma psilonereiella is een soort in de taxonomische indeling van de Myzozoa, een stam van microscopische parasitaire dieren. Het organisme komt uit het geslacht Dicroerisma en behoort tot de familie Actiniscaceae. Dicroerisma psilonereiella werd in 1969 ontdekt door F.J.R. Taylor & S.A. Cattell.